# Háromváros
Háromváros Kecskemét, Nagykőrös és Cegléd városainak összefoglaló elnevezése volt.
A 16. század második felében, a török hódoltság idején a közigazgatás, az igazságszolgáltatás, a közbiztonsági szolgálat gyakorlatilag megszűnt vagy meggyengült. A három mezőváros (Kecskemét, Nagykőrös és Cegléd) – az említett hiányosságok kiküszöbölésére – szoros közigazgatási együttműködést alakított ki, közös törvényszéket hozott létre. A 17. század második felében ez az együttműködés fokozatosan meggyengült, sőt gyakorlatilag felbomlott a városokat ért veszteségek következtében, majd a török uralom megszűnése után pedig már létrehozták a vármegyéket. Az együttműködés mégis sikeres volt, mert ennek eredményeként a három város a Duna–Tisza köze gazdaságilag fejlett, fejlődő és meghatározó települései volt a következő évszázadokban is. A Háromváros megnevezést a néprajzi irodalomban később is használták.